# فاروق أحمد دسوقي
فاروق أحمد دُسُوقي (ولد 1356هـ / 1938م) باحث مصري، حاصل على جائزة الملك فيصل العالمية في الدراسات الإسلامية سنة 1405هـ/ 1985م. 

## سيرته
ولد فاروق بن أحمد بن حسن دسوقي عام 1356هـ / 1938م. حصل على ليسانس الآداب من جامعة الإسكندرية سنة 1378هـ الموافقة لسنة 1959م، ثم نال ماجستير الآداب ودرجة الدكتوراه من كلية دار العلوم في جامعة القاهرة سنة 1398هـ الموافقة لسنة 1978م. حصل على جائزة الملك فيصل العالمية في الدراسات الإسلامية سنة 1405هـ الموافقة لسنة 1985م بالاشتراك مع مصطفى محمد حلمي سليمان وكذلك محمد رشاد سالم.